# ジュリアン・カサブランカス
ジュリアン・フェルナンド・カサブランカス（Julian Fernando Casablancas　1978年8月23日- ）は、アメリカのロックバンド、ザ・ストロークスのボーカルとソングライティングにおける中心人物。独特のしわがれたロックヴォイスを持ち、ライブでの飄々とした立ち振る舞いも相まってバンドの雰囲気を決定づけている人物。非常に熱心な野球ファンで、地元のニューヨーク・メッツをこよなく愛する。
2009年、ソロアルバムを発表した。 
2013年よりロックバンドジュリアン・カサブランカス ＋ ザ ヴォイズでの活動も行っている。

## 略歴
ニューヨークで、カタルーニャ系アメリカ人である実業家のジョン・カサブランカス（エリート・モデル・マネジメント創始者）とデンマークの元モデルで1965年にミス・デンマークに選ばれたジャネット・クリスチャンセンの間に生まれた。祖父は織物業界では有名な実業家であるフェルナンド・カサブランカスである。9歳のときに両親は離婚し、彼はニューヨークで母親に育てられた。ほどなくして母は画家のSam Adoqueiと再婚し、彼の好んでいたドアーズやフィル・コリンズがジュリアンに大きな影響を与えたという。

## ザ・ストロークス
まず出合ったのは後にストロークスのベーシストになるニコライ・フレイチュアだった。ジュリアンとニコライはニューヨークのフレンチスクールであるリセ・フランセ（Lycée Français de New York）に通っていた。（ニコライは1997年、ジュリアンは1996年に卒業。）しかし14歳の時、ジュリアンは学校の前で飲酒しているところを捕まえられ、週二度ほど麻薬常習者更生センターの更生プログラムを受けさせられていた。その後すぐ、父によってスイスの名門寄宿学校であるル・ロゼへ送られた。そこでの少しの滞在の間に、将来ストロークスのギタリストとなるアルバート・ハモンドJr.に出会いニューヨークへと帰国。
Dwight Schoolへ入学し、その後ストロークスのもう一人のギタリストとなるニック・ヴァレンシ、ドラマーとなるファブリツィオ・モレッティと出会う。

## 私生活
2005年2月にストロークスの元アシスタントマネージャーであるジュリエット・ジョスリンと結婚し、2010年1月に息子のCalが生まれた。

## エピソード
コートニー・ラブの2004年のアルバム「America's Sweetheart」に収録されている曲"But Julian, I'm a Little Bit Older Than You"のジュリアンとはジュリアン・カサブランカスのことであり、彼に向けて書かれた曲である。

## ディスコグラフィー

### ストロークス
- Is This It
- Room on Fire
- First Impressions of Earth
- Angles
- Comedown Machine
- The New Abnormal

### ソロアルバム
- Phrazes for the Young (2009) - UK #19 AUS #55 NZ #34 US #9
- I Wish It Was Christmas Today (EP)

### ジュリアン・カサブランカス ＋ ザ ヴォイズ
- Tyranny（2014）
- VIRTUE（2018）